# Pedro Abreu (gitarist)
Pedro Miguel Pereira Abreu (Funchal, na Madeiri, Portugal 1977.), portugalski gitarist.
Godine 1993. upisuje se na Glazbeni konzervatorij Madeire u klasi profesora Pedra Zamore. Godine 1999., nakon inspirativnog koncerta mladog gitarista Dejana Ivanovića na Madeiri, uz potporu profesora i klavirista Roberta Andresa seli u Lisabon i pohađa privatne satove kod Dejana Ivanovića. Njihov zajednički rad rezultirao je Pedrovim upisom na Glazbenu akademiju u Zagrebu 1999., na kojoj je u lipnju 2003. godine diplomirao u klasi prof. Darka Petrinjaka. 
Osim redovnog obrazovanja koje je stjecao tijekom studija, Pedro je sudjelovao i na glasovitom gitarističkom seminaru u Amsterdamu gdje je učio od vodećih svjetskih gitarista (Pablo Marquez, Zoran Dukić, Laura Young, David Russel, Dušan Bogdanović), te na seminaru Thomasa Müllera-Pearinga. 
Unutar glazbeno-kulturne udruge Xarabanda, predano se bavio sakupljanjem i obradom etno materijala, te je njegov rad zabilježen na nekoliko objavljenih CD-ova, kao i u pratećim pisanim zbirkama. 
Svestrani glazbeni talent mladog gitariste očituje se i kroz njegove skladbe. U Hrvatskoj i inozemstvu debitirao je izvodeći vlastita djela - Tri gitare za gitarski trio, Heptagon za gitaru solo, Calmo za gitaru solo (izvedena u Budimpešti), Sonata za gitaru i engleski rog i Suite Madeirense koja je oduševljeno prihvaćena u Hrvatskoj, Sloveniji i Portugalu. 
Snimao je za lokalnu i međunarodnu televiziju RTP Madeira i RTP International. 
Nastupao je u komornim ansamblima s Tomislavom Vukšićem, Dunjom Malivuk i Zoltanom Hornyanszki, a u srpnju 2006. godine na njegovu inicijativu osnovan je ansambl Trio del Sur.

## Također pogledajte
Barbara Bićanić - Flautistica Tria del Sura.

Oliver Đorđević - Violončelist Tria del Sura.

## Vanjske poveznice
pedroabreu.cc  Arhivirana inačica izvorne stranice od 30. kolovoza 2023. (Wayback Machine)